# 明石家多国籍軍
『明石家多国籍軍』（あかしやたこくせきぐん）は、1994年4月14日から同年9月22日までTBS系列で放送されていた毎日放送製作のバラエティ番組で、明石家さんまの冠番組である。放送時間は毎週木曜 20:00 - 20:54（日本標準時）。

## 概要
日本で活躍する外国人をゲストに招き、司会のさんまとレギュラー陣が彼らとトークを展開していた番組。
「ウォンテッド」のコーナーでは、過去に日本で有名になった外国人タレントのその後について現地調査を行っていた。このコーナーで、ゴダイゴのスティーブ・フォックス、『小さな恋のメロディ』主演のトレーシー・ハイド、フィギュアスケートで人気を博したジャネット・リンらが現在の元気な姿を見せるとともに、かつての姿を髣髴させるイベントを行うなどした。
女優の中村玉緒がバラエティ路線進出のきっかけとなった番組でもある（厳密には、同じくさんまが司会を務める『痛快!明石家電視台』の「なにをきくねん」のコーナーに、ドラマ30『いのちの現場から』の収録ついでに宣伝として出演したのが契機である）。本番組以降、さんまは玉緒のことを「お母さん」と呼ぶようになった。
関西圏を中心に高視聴率を獲得したが、視聴率が西高東低傾向であったことと、さんまのスケジュールの都合、フジテレビでさんまとビートたけしによる番組の企画が進行していたこと（ただし、同番組はたけしのバイク事故のために実現せず）などにより、半年で番組は終了した。2018年10月15日放送の『1番だけが知っている』でさんまがVTR出演した際にMBS側のスタッフから番組続行を懇願されたが、さんま自身が番組終了させたのは後悔していると証言した。
オープニングテーマとエンディングテーマには、ジャニス・ジョプリンの楽曲を用いていた。エンドクレジットも初回のみ前番組「爆裂!異種格闘技TV」同様の日本語スタッフロールだったが、第2回以降は英語表記のクレジットに変更された（例：Produced by MBS（当時のロゴ））。

### 提供読みについて
第1回放送のみ、MBSの男性アナウンサーが担当していたが、第2回以降は「This program is brought to you by P&G and these sponsors.」と英語によるアナウンスに変更された。また、7月よりP&Gが90秒の提供になり、「P&G」の前に「暮らしひろがる 世界の品質」が入った。

## 主な出演者
- 明石家さんま[2]
- 中村玉緒
- マルシア
- オスマン・サンコン
- 村上ショージ
- ジミー大西
- ラサール石井
- 欧陽菲菲 - レギュラーだったが、初回のみに出演して降板[3]。

## スタッフ
- 構成：高橋秀樹、海老原靖芳、かわら長介、池田一之、おちまさと、都築浩
- 技術：福本雅一（MBS）、森野憲俊
- SW：岩沢忠夫
- CAM：藤江雅和
- 音声：篠良一
- 照明：石井健治
- VE：石井利幸
- 音効：今野直秀
- 編集：よしだ裕二（麻布プラザ）
- MA：伊藤敬一（麻布プラザ）
- 美術：上中普雄（MBS）
- 美術制作：小美野淳一
- スタイリスト：今井聖子
- AP：岡田公伸（MBS）
- ディレクター：豊島浩行
- 演出：浜田尊弘（MBS）
- プロデューサー：増谷勝己（MBS）
- 制作協力：吉本興業
- 製作著作：毎日放送 - この時期では珍しく『MBS』表記（旧ロゴ）を使用した（スタッフクレジットの大部分を欧文で表記したため）。

## ネット局
| 放送対象地域   | 放送局                    | 系列           | 放送曜日・放送時間       | 遅れ       | 備考            |
| -------------- | ------------------------- | -------------- | ------------------------ | ---------- | --------------- |
| 近畿広域圏     | 毎日放送（MBS）           | TBS系列        | 木曜 20時00分 - 20時54分 | 同時ネット | 製作局          |
| 北海道         | 北海道放送（HBC）         | TBS系列        | 木曜 20時00分 - 20時54分 | 同時ネット |                 |
| 青森県         | 青森テレビ（ATV）         | TBS系列        | 木曜 20時00分 - 20時54分 | 同時ネット |                 |
| 岩手県         | 岩手放送（IBC）           | TBS系列        | 木曜 20時00分 - 20時54分 | 同時ネット | 現・IBC岩手放送 |
| 宮城県         | 東北放送（TBC）           | TBS系列        | 木曜 20時00分 - 20時54分 | 同時ネット |                 |
| 山形県         | テレビユー山形（TUY）     | TBS系列        | 木曜 20時00分 - 20時54分 | 同時ネット |                 |
| 福島県         | テレビユー福島（TUF）     | TBS系列        | 木曜 20時00分 - 20時54分 | 同時ネット |                 |
| 関東広域圏     | 東京放送（TBS）           | TBS系列        | 木曜 20時00分 - 20時54分 | 同時ネット | 現・TBSテレビ   |
| 山梨県         | テレビ山梨（UTY）         | TBS系列        | 木曜 20時00分 - 20時54分 | 同時ネット |                 |
| 新潟県         | 新潟放送（BSN）           | TBS系列        | 木曜 20時00分 - 20時54分 | 同時ネット |                 |
| 長野県         | 信越放送（SBC）           | TBS系列        | 木曜 20時00分 - 20時54分 | 同時ネット |                 |
| 静岡県         | 静岡放送（SBS）           | TBS系列        | 木曜 20時00分 - 20時54分 | 同時ネット |                 |
| 富山県         | チューリップテレビ（TUT） | TBS系列        | 木曜 20時00分 - 20時54分 | 同時ネット |                 |
| 石川県         | 北陸放送（MRO）           | TBS系列        | 木曜 20時00分 - 20時54分 | 同時ネット |                 |
| 中京広域圏     | 中部日本放送（CBC）       | TBS系列        | 木曜 20時00分 - 20時54分 | 同時ネット | 現・CBCテレビ   |
| 鳥取県・島根県 | 山陰放送（BSS）           | TBS系列        | 木曜 20時00分 - 20時54分 | 同時ネット |                 |
| 岡山県・香川県 | 山陽放送（RSK）           | TBS系列        | 木曜 20時00分 - 20時54分 | 同時ネット | 現・RSK山陽放送 |
| 広島県         | 中国放送（RCC）           | TBS系列        | 木曜 20時00分 - 20時54分 | 同時ネット |                 |
| 山口県         | テレビ山口（tys）         | TBS系列        | 木曜 20時00分 - 20時54分 | 同時ネット |                 |
| 愛媛県         | あいテレビ（ITV）         | TBS系列        | 木曜 20時00分 - 20時54分 | 同時ネット |                 |
| 高知県         | テレビ高知（KUTV）        | TBS系列        | 木曜 20時00分 - 20時54分 | 同時ネット |                 |
| 福岡県         | RKB毎日放送（RKB）        | TBS系列        | 木曜 20時00分 - 20時54分 | 同時ネット |                 |
| 長崎県         | 長崎放送（NBC）           | TBS系列        | 木曜 20時00分 - 20時54分 | 同時ネット |                 |
| 熊本県         | 熊本放送（RKK）           | TBS系列        | 木曜 20時00分 - 20時54分 | 同時ネット |                 |
| 大分県         | 大分放送（OBS）           | TBS系列        | 木曜 20時00分 - 20時54分 | 同時ネット |                 |
| 宮崎県         | 宮崎放送（MRT）           | TBS系列        | 木曜 20時00分 - 20時54分 | 同時ネット |                 |
| 鹿児島県       | 南日本放送（MBC）         | TBS系列        | 木曜 20時00分 - 20時54分 | 同時ネット |                 |
| 沖縄県         | 琉球放送（RBC）           | TBS系列        | 木曜 20時00分 - 20時54分 | 同時ネット |                 |
| 福井県         | 福井テレビ（FTB）         | フジテレビ系列 | 月曜 22時00分 - 22時54分 | 4日遅れ    |                 |
| 秋田県         | 秋田放送（ABS）           | 日本テレビ系列 | 土曜 17時00分 - 17時54分 | 2日遅れ    |                 |